# Steve Schapiro

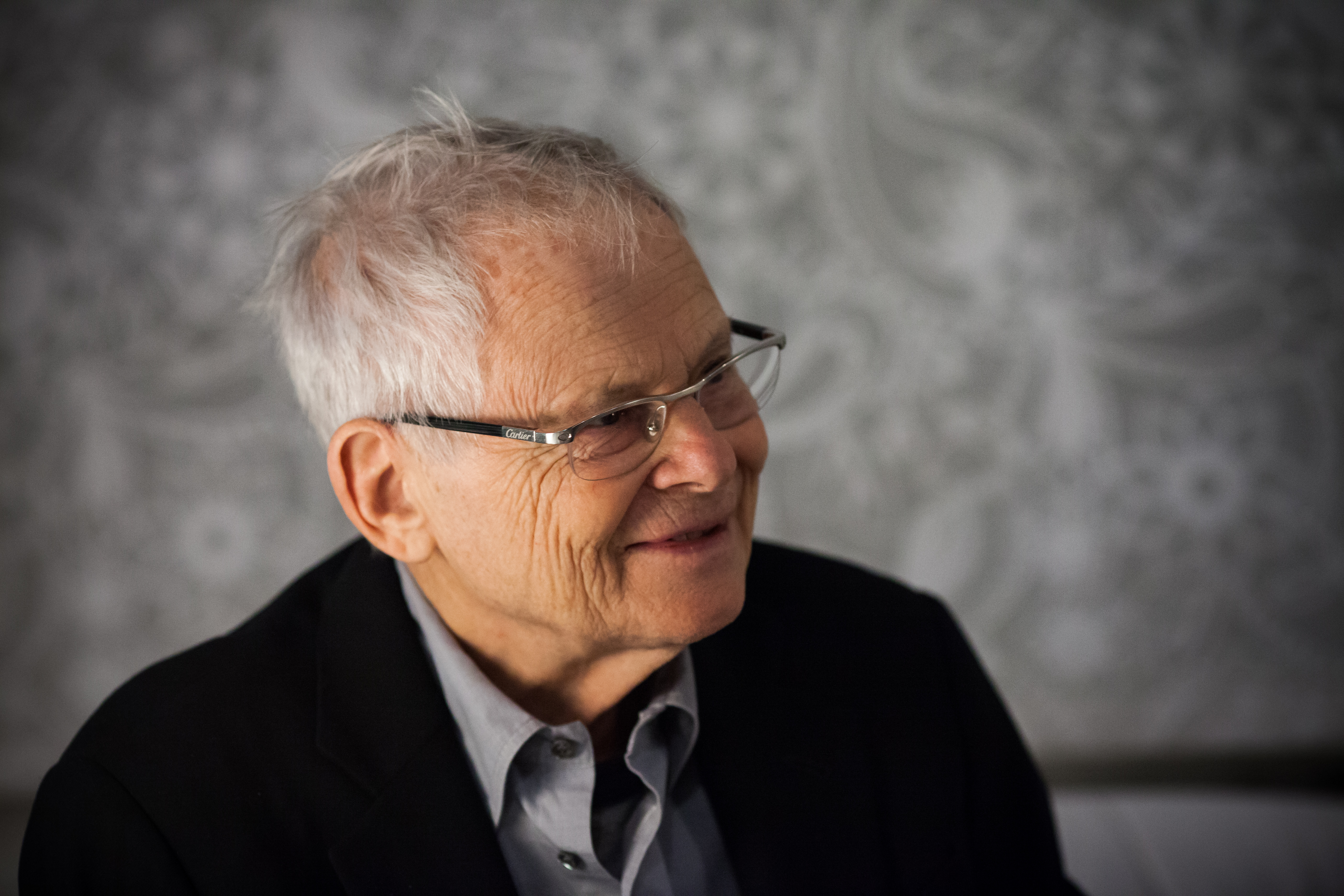
Steve Schapiro (2012)

Stephen Albert „Steve“ Schapiro (geboren 16. November 1934 in Brooklyn, New York City, New York; gestorben 15. Januar 2022 in Chicago, Illinois) war ein US-amerikanischer Fotograf und Fotojournalist. 
Bekannt wurde er insbesondere als Fotochronist der US-amerikanischen Bürgerrechtsbewegung in den 1960er Jahren. In den 1970er Jahren arbeitete er unter anderem als Standfotograf bei Filmproduktionen wie Der Pate und Taxi Driver.

## Leben
Steve Schapiro wurde 1934 in Brooklyn geboren und wuchs in der Bronx auf. Seine Eltern David Schapiro und Esther (Sperling) Schapiro betrieben ein Schreibwarengeschäft im Rockefeller Center. Er besuchte die Stuyvesant High School und das Amherst College, von dem er später zum Bard College wechselte. 1955 schloss er dort sein Studium der Literaturwissenschaft ab.
Schapiro hatte sein Interesse an der Fotografie bereits mit 9 Jahren in einem Sommercamp entdeckt und sich zunächst an der künstlerischen Schwarzweißfotografie des Franzosen Henri Cartier-Bresson orientiert. 1960 nahm er Unterricht bei W. Eugene Smith, der Schapiro die technischen und künstlerischen Feinheiten der Fotografie vermittelte. Seit 1961 war er als freischaffender Fotograf tätig. Er lieferte unter anderem Fotos für die Magazine Life, Look, Time, Newsweek, Rolling Stone, Vanity Fair, Sports Illustrated, People und Paris Match. Schapiro fotografierte unter anderem den Jazzpianisten Bill Evans, den Künstler Andy Warhol, den Schriftsteller Samuel Beckett, den Schwergewichtsboxer Muhammad Ali, die Schauspielerinnen Barbra Streisand und Mia Farrow und den Musiker David Bowie.
Schapiro dokumentierte unterschiedlichste Sujets wie Drogensüchtige, Wanderarbeiter, politische Proteste und Demonstrationen oder Robert F. Kennedys Kandidatur für die Präsidentschaftswahl 1968. Zahlreiche von Schapiros Fotos behandelten die US-amerikanische Bürgerrechtsbewegung. So fotografierte er 1963 den Marsch auf Washington für Arbeit und Freiheit und 1965 die Selma-nach-Montgomery-Märsche. Für Life dokumentierte er 1968 in Memphis den Tatort des Attentats auf Martin Luther King.
Mit den starken Rückgängen der Auflagenzahlen von Magazinen wie Life und Look sank ab Ende der 1960er Jahre der Bedarf an hochwertigen Foto-Essays. Schapiro ging nach Los Angeles und fotografierte dort unter anderem Promomaterial für Filmstudios, Vorlagen für Schallplattenhüllen und schuf Porträtfotografien bekannter Hollywood-Stars. Als Standfotograf dokumentierte er 1968 die Dreharbeiten des Dramas Asphalt-Cowboy und 1971 das Filmset von Francis Ford Coppolas Mafia-Epos Der Pate. Auf Bitte von Robert De Niro engagierte man Schapiro 1975 als Special Photographer für die Dreharbeiten von Martin Scorseses Drama Taxi Driver.
2020 fotografierte er die Proteste von Black Lives Matter in den USA.
Seine Werke wurden vielfach publiziert und weltweit in Ausstellungen und Galerien gezeigt. Schapiro veröffentlichte seine Fotografien in zahlreichen Bildbänden. Fotos von Schapiro befinden sich unter anderem in den Sammlungen des Smithsonian Museums, des High Museum of Art in Atlanta und der National Portrait Gallery in Washington, D.C.
Steve Schapiro starb Mitte Januar 2022 im Alter von 87 Jahren in seiner Wohnung in Chicago an Bauchspeicheldrüsenkrebs. Er war bis zu seinem Tod in dritter Ehe mit Maura Smith verheiratet. Neben seiner Frau hinterließ er zwei Söhne und zwei Töchter sowie vier Enkel. Ein weiterer Sohn war bereits 2014 verstorben.

## Werke (Auswahl)
- mit David Chierichetti: The Movie Poster Book. New York, E.P. Dutton, 1979, ISBN 978-0-525-93069-3.
- mit Dave Hickey: American Edge. Santa Fe, New Mexico, Arena Editions, 2000, ISBN 978-1-892-04131-9.
- mit Paul Duncan: Taxi Driver. Köln, Taschen, 2010, ISBN 978-3-836-52493-3.
- Then and Now. Ostfildern, Hatje Cantz Verlag, 2012, ISBN 978-3-775-73426-4.
- mit Paul Duncan: The Godfather Family Album. Köln, Taschen, 2013, ISBN 978-3-836-54888-5.
- mit Lawrence Schiller, Nina Wiener: Barbra Streisand's Early Years in Hollywood: 1968–1976. Köln, Taschen, 2016, ISBN 978-3-836-56367-3.
- Bowie. Brooklyn, New York, Powerhouse Books, 2016, ISBN 978-1-576-87806-4.
- Misericordia: Together We Celebrate. Brooklyn, New York, PowerHouse Books, 2016, ISBN 978-1-576-87817-0.
- mit Gloria Karefa-Smart, James Baldwin: James Baldwin: The Fire Next Time. Köln, Taschen, 2017, ISBN 978-3-836-55103-8.
- mit Jack Olsen, Lonnie Ali: Ali. Brooklyn, New York, Powerhouse Books, 2018, ISBN 978-1-576-87839-2.